# Miles Master
El Miles M.9A Master fue un entrenador avanzado monoplano biplaza británico, diseñado y construido por la compañía aeronáutica Miles Aircraft Ltd. Fue alistado en grandes cantidades en la Real Fuerza Aérea (RAF) y en la Fleet Air Arm (FAA) durante la Segunda Guerra Mundial.
Del Master pueden rastrearse sus orígenes en el anterior avión demostrador M.9 Kestrel. Tras el fracaso del rival De Havilland Don como entrenador satisfactorio, la RAF encargó 500 entrenadores M.9A Master para cubrir sus necesidades. Una vez en servicio, proporcionó un avión rápido, sólido y totalmente acrobático que funcionó como excelente introducción a los cazas británicos de altas prestaciones de la época: el Spitfire y el Hurricane. En su tiempo de producción, se produjeron miles de aviones y varias variantes del Master, siendo estas últimas muy influenciadas por la disponibilidad de motores. Numerosos Master fueron modificados para permitir su uso como remolcadores de planeadores. El Master también sirvió como base del Miles Martinet, un remolcador de blancos específico adoptado por la RAF.
Quizá el uso más radical del avión fue el M.24 Master Fighter. Armado con seis ametralladoras de 7,7 mm, estaba destinado a funcionar como caza de emergencia durante la Batalla de Inglaterra; finalmente, este modelo no entró en combate. Los modelos ordinarios de entrenamiento también podían ser equipados con armamento, incluyendo una única ametralladora Vickers de 7,7 mm y ocho bombas, aunque destinadas solamente a propósitos de entrenamiento. Más allá de los servicios aéreos británicos, otras naciones también decidieron adoptar el Master, incluyendo la Fuerza Aérea Sudafricana, las Fuerzas Aéreas del Ejército de Estados Unidos (USAAF), el Cuerpo Aéreo Irlandés, la Real Fuerza Aérea Egipcia, la Fuerza Aérea Turca y la Fuerza Aérea Portuguesa. Aunque se fabricaron miles de Master, no ha sido preservado ningún ejemplar completo.

## Desarrollo

### Antecedentes
El M.9A Master I estaba basado en el entrenador M.9 Kestrel, que fue presentado por primera vez en la muestra aérea de Hendon en julio de 1937, aunque este avión nunca entró en producción. El M.9 Kestrel, propulsado por un único motor V12 Rolls-Royce Kestrel, capaz de generar hasta 555 kW (745 hp), podía alcanzar una velocidad máxima de 477 km/h. El Ministerio del Aire británico había seleccionado previamente al rival De Havilland Don para cubrir la Especificación T.6/36, que solicitaba un entrenador avanzado; sin embargo, este avión demostraría ser un fracaso. Todavía necesitando un avión que realizara las tareas previstas para el Don, la RAF realizó un gran encargo, el 11 de junio de 1938, por 500 ejemplares de una versión modificada del Kestrel, designada M.9A Master, por un coste de 2 millones de libras. Se afirmó que este era el mayor contrato realizado en el Reino Unido por un entrenador en ese momento.
Al recibir este encargo, Miles tuvo que reconstruir el prototipo M.9 como prototipo representativo del Master. Los cambios incluyeron la instalación de un menos potente motor Kestrel XXX de 535 kW (715 hp), del que había grandes cantidades de excedentes disponibles, junto con extensas revisiones de la estructura, que implicaron la adopción de una nueva cubierta de la carlinga, un fuselaje trasero y cola modificados, junto con la reubicación del radiador desde debajo del morro a la parte inferior de la sección central alar. Estas modificaciones aparejaron el coste de una velocidad máxima significativamente reducida respecto ala del M.9; a pesar de esto, el Master era un entrenador relativamente rápido y maniobrable. Según la publicación aeronáutica Flight, Miles había diseñado el Master para cubrir su visión de un entrenador efectivo que pudiera igualar las prestaciones, y poseer similares características, de los cazas monoplano de primera línea de la RAF de la época, que eran el Supermarine Spitfire y el Hawker Hurricane.

### En vuelo
El 31 de marzo de 1939, el verdadero primer Master I de producción realizó su primer vuelo. Según Flight, los primeros ejemplares de producción se fueron entregando durante finales de julio del mismo año. El Master había entrado en servicio con la RAF justo antes del comienzo de la Segunda Guerra Mundial. Finalmente, se construyeron 900 Master Mk. I y Mk. IA. Este total incluye 26 ejemplares construidos como M.24 Master Fighter, que fueron modificados a una configuración monoplaza y estaban armados con seis ametralladores de 7,7 mm, para su uso como cazas de emergencia; este modelo nunca entró en combate.
Cuando finalizó la producción del motor Kestrel, se diseñó una nueva variante del Master que usaba en su lugar el motor radial Bristol Mercury XX refrigerado por aire, capaz de producir 650 kW (870 hp). Así configurado, el 30 de octubre de 1939, el primer prototipo M.19 Master II realizó su primer vuelo; finalmente se construyeron 1748 aparatos. Después de que el programa de Préstamo y Arriendo suministrara motores de los Estados Unidos al Reino Unido, se diseñó una tercera variante, designada M.27 Master III, que estaba propulsada por el Pratt & Whitney Twin Wasp Junior de construcción estadounidense, un radial de dos filas que podía generar 615 kW (825 hp). Se construyó un total de 602 Master III.
En una configuración típica como entrenador, el Master estaba equipado para llevar ocho bombas de prácticas, más una única ametralladora Vickers de 7,7 mm, que estaba montada en el fuselaje delantero. Durante 1942, se decidió que las alas de todas las variantes fueran recortadas en casi un metro; esta modificación reducía la tensión sufrida por las mismas, al tiempo que aumentaba la maniobrabilidad del avión.

### Producción

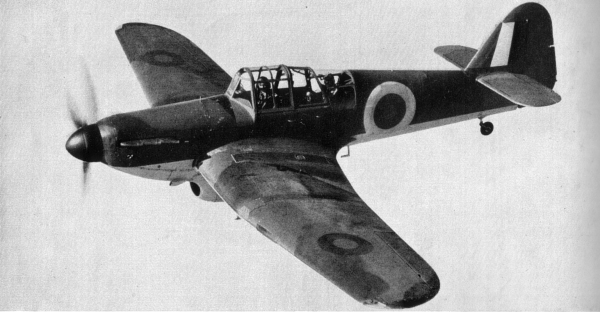
Miles M.9A Master I.

Se construyó un total de 3249 Master por parte de Phillips and Powis Aircraft Limited en Woodley (Berkshire); South Marston, Swindon, Wiltshire, y Doncaster, South Yorkshire. Esta fue la mayor cantidad producida de cualquier modelo de Miles antes de que la producción del más moderno Miles Martinet tomara preferencia durante 1942.
La producción en masa de este aeroplano en Woodley requirió una importante expansión de la fábrica original de Phillips & Powis, que fue abierta oficialmente el 27 de enero de 1939 por el ministro del Aire, Sir Kingsley Wood. Estas instalaciones fueron equipadas con una pionera línea de ensamblaje móvil, de la que se cree que fue la primera en una fábrica aeronáutica británica. También se instaló una línea similar en la fábrica secundaria de la compañía en South Marston hacia el final de 1940.

## Diseño
El Miles Master era un monoplano de ala baja en voladizo de asientos en tándem, propulsado por un único motor de combustión interna alternativo. Los ejemplares iniciales usaron el motor Kestrel XXX; capaz de proporcionar hasta 555 kW (745 hp), esta planta motriz permitía al avión alcanzar una velocidad máxima de 477 km/h, que se informó que hacía al Master tan rápido como los cazas biplano monoplaza de 1935. El ala con forma de gaviota invertida del Master era un factor distinguible principal del avión y fue adoptada, a pesar de sus mayores costes de producción, debido a sus beneficios en las prestaciones, permitiendo el almacenaje del tren de aterrizaje y los depósitos de combustible; además de su forma, el diseño del ala se ajustaba en gran medida a los enfoques tradicionales. Presentaba flaps divididos actuados hidráulicamente a lo largo de su borde de fuga, siendo indicada su posición electrónicamente en el panel de instrumentación de la cabina. La sección central alar también acomodaba una ametralladora.
Aunque el Master había incorporado características aerodinámicas relativamente avanzadas (ideadas para simular los cazas de primera línea) para un entrenador contemporáneo, usaba una estructura convencional, que comprendía un fuselaje de sección oval recubierto de contrachapado, presentando un enfoque semimonocasco. Por delante de las cabinas en tándem, el morro estaba reforzado por una cuaderna metálica que proporcionaba protección contra los capotajes, un suceso común entre los pilotos estudiantes cuando volaban un avión con tren de aterrizaje de rueda de cola. La sección de cola poseía una estructura convencional en voladizo, estando montado el plano de cola directamente en la parte superior del fuselaje; según Flight, la aerodinámica del plano de cola fue diseñada para ayudar a la fácil recuperación de una entrada en barrena. El motor Kestrel estaba montado sobre soportes de acero tubulares, que fueron diseñados para facilitar el desmontaje del motor, aliviando el mantenimiento a través de la retirada de sólo cuatro pernos principales, junto con los cables de conexión. Otros ahorros en mantenimiento se dieron a través del rebaje en la potencia del motor, permitiendo un mayor intervalo entre revisiones.
El Master estaba equipado con una hélice de velocidad constante, que era intercambiable entre unidades Rotol y De Havilland. El motor Kestrel de los primeros aviones construidos incorporaba varias unidades auxiliares que accionaban bombas neumática e hidráulica, junto con un compresor de aire y un generador eléctrico de 500 vatios. La refrigeración de los sistemas de agua y aceite se proporcionaba a través de un conducto que discurría por debajo del fuselaje. El combustible se alojaba en un par de depósitos, conteniendo cada uno hasta 36 galones, acomodados en el interior de las alas; el depósito del aceite estaba montado detrás del mamparo contraincendios, mientras que el del agua lo estaba en la parte delantera del motor. El tren de aterrizaje retráctil era operado a través de dos sistemas hidráulicos separados, junto con una bomba manual de reserva; los frenos también eran actuados hidráulicamente.
La cabina del Master fue diseñada con una considerable atención puesta en optimizar su uso como entrenador, incluyendo la facilidad de uso y la comodidad. Las posiciones de los dos tripulantes, el estudiante delante y el instructor detrás, estaban escalonadas; la posición trasera estaba 12 pulgadas más alta para proporcionar mayor visibilidad al instructor. En vuelo, el instructor podía desconectar varios de los controles del estudiante, como los frenos, usando un disruptor. El parabrisas delantero estaba compuesto de Perspex moldeado y estaba equipado con un visor de tipo reflector, proporcionando una vista ópticamente perfecta del blanco. Dos pequeños paneles se podían abrir para ayudar a la visibilidad cuando se volaba en malas condiciones atmosféricas, también se incorporaron persianas. Unos pestillos a cada lado de la cubierta deslizante permitían que los paneles fueran rápidamente desprendidos, facilitando un rápido salto durante una emergencia. Otro equipo de emergencias incluía un extintor Graviner montado detrás del asiento trasero, y controles hidráulicos de emergencia instalados en el suelo de la cabina.

## Historia operacional
El uso en servicio típico del Master giraba principalmente en torno a las (Pilot) Advanced Flying Units, donde se usaban para entrenar a tripulantes en preparación para entrar en servicio con los escuadrones de primera línea. Entre otras partes del programa de entrenamiento, los pilotos a menudo se exponían por primera vez a las tácticas de caza mientras pilotaban un avión. En 1942, los anuncios afirmaban que el Master estaba siendo pilotado por todos los pilotos de caza de la RAF en entrenamiento.
Varios cientos de Master II fueron entregados con, o posteriormente convertidos a, una configuración que permitía su uso en tareas de remolcado de planeadores. Estos aviones tendrían la porción inferior de su timón recortada para permitir la instalación de un gancho de remolcado. Comenzando en 1942, los Miles Master fueron extensamente utilizados como remolcadores de planeadores General Aircraft Hotspur en varias Escuelas de Entrenamiento de Planeadores. También se operaron ejemplares en múltiples Unidades de Cooperación Antiaérea de la RAF, como avión de enlace con unidades del Ejército británico.
Inicialmente, el modelo fue utilizado principalmente en entrenamiento, por lo que pocos aviones entraron en servicio de escuadrón. Los despliegues conocidos fueron al No. 287 Squadron de la RAF entre febrero y agosto de 1942, al No. 286 Squadron de la RAF de noviembre de 1944 a febrero de 1945, y al No. 613 Squadron de la RAF entre agosto de 1941 y octubre de 1943.
El Master II también fue usado en tareas de remolcado de blancos en la Escuela Central de Artillería mientras estuvo basada en RAF Sutton Bridge de abril de 1942 a marzo de 1944. En este papel, arrastraban los blancos sonda requeridos para el entrenamiento de artillería por alumnos del Ala de Entrenamiento de los Instructores Piloto de Artillería. El Miles Martinet, un derivado del Master, fue desarrollado específicamente para ser remolcador de blancos y sería así ampliamente utilizado.
Las existencias de la RAF fueron frecuentemente desviadas para apoyar a varios de los servicios aéreos de los Aliados y otros países no hostiles. Estos desvíos incluyeron 426 aviones a la Fuerza Aérea Sudafricana, 52 al Fleet Air Arm, nueve a las unidades de las Fuerzas Aéreas del Ejército de Estados Unidos (USAAF) basadas en Gran Bretaña, 23 a la Real Fuerza Aérea Egipcia, 23 a la Fuerza Aérea Turca, dos a la Fuerza Aérea Portuguesa y catorce al Cuerpo Aéreo Irlandés
A pesar de haberse producido a millares, no se conoce actualmente que sobreviva ningún avión del modelo, aunque unas pocas partes exteriores de las alas y otras piezas están en posesión de varios museos aeronáuticos en Gran Bretaña.

## Variantes
M.9A Master
Prototipo modificado desde el prototipo de entrenador M.9 Kestrel de financiación privada.
M.9B Master I
Producción inicial del Master con motor Kestrel, 900 construidos en Woodley.
M.9C Master IA
Diseño mejorado con cubierta deslizante y envergadura del plano de cola aumentada, 400 construidos en Woodley.
M.19 Master II
Producción con motores Bristol Mercury, 1748 construidos en Woodley y South Marston.
M.19 Master GT.II
Master II modificado como remolcador de planeadores, al menos 133 conversiones y 290 Master II construidos como GT.II en Woodley y South Marston.
M.24 Master Fighter
Versión de caza del Master I como recurso provisional, con el asiento trasero retirado y seis ametralladoras Browning de 7,7 mm en las alas, 25 conversiones desde Master I en la línea de producción.
M.27 Master III
Master II mejorado. 602 construidos en South Marston.
M.31 Master IV
Propuesto diseño mejorado para dar al instructor un mejor campo visual, ninguno construido.

## Operadores
Bélgica
- Componente Aéreo del Ejército Belga

 Egipto
- Real Fuerza Aérea Egipcia: 26 aviones suministrados en 1944 desde las existencias de la RAF.[20][21]

 Estados Unidos
- Fuerzas Aéreas del Ejército de Estados Unidos: un total de 44 Master fueron prestados a las USAAF para realizar tareas de comunicaciones y remolcado de blancos en el Reino Unido.[22]

 Francia
- Ejército del Aire[21]

 Irlanda
- Cuerpo Aéreo Irlandés: 12 Master II ex RAF comprados (seis en 1943 y seis en 1945).[23]

 Portugal
- Fuerza Aérea Portuguesa: 4 Master II ex RAF entregados en 1943 y 10 Master III entregados desde 1941.[24]

 Reino Unido
- Real Fuerza Aérea
- Fleet Air Arm: alrededor de 200 Master I transferidos desde la Real Fuerza Aérea.

 Sudáfrica
- Fuerza Aérea Sudafricana: 453 Master II suministrados (incluyendo 25 que se perdieron en el mar y no llegaron).

 Turquía
- Fuerza Aérea Turca

## Especificaciones (M.19 Master Mk.II)
Referencia datos: Miles Aircraft since 1925

### Características generales
- Tripulación: Dos (instructor y alumno)
- Longitud: 9 m (29,5 ft)
- Envergadura: 11,9 m (39 ft)
- Altura: 2,8 m (9,3 ft)
- Superficie alar: 21,8 m² (234,7 ft²)
- Perfil alar: raíz: NACA 23024; punta: NACA 23006
- Peso vacío: 1947 kg (4291,2 lb)
- Peso cargado: 2528 kg (5571,7 lb)
- Planta motriz: 1× motor radial de 9 cilindros refrigerado por aire Bristol Mercury XX.
  - Potencia: 650 kW (896 HP; 884 CV)
- Hélices: Tripala de velocidad constante
- Alargamiento: 6,5
- Capacidad de combustible: 309 L de combustible; 32 L de aceite

### Rendimiento
- Velocidad nunca excedida (Vne): 530 km/h (329 MPH; 286 kt) IAS
- Velocidad máxima operativa (Vno): 356 km/h (221 MPH; 192 kt) a nivel del mar; 389 km/h a 1829 m (6000 pies)
- Velocidad de entrada en pérdida (Vs): 101 km/h (63 MPH; 55 kt) IAS flaps abajo; 126 km/h IAS flaps arriba
- Alcance: 632 km (341 nmi; 393 mi) (1,8 h)
- Techo de vuelo: 7700 m (25 262 ft) ; Techo absoluto: 7925 m
- Régimen de ascenso: 10,8 m/s (2126 ft/min)
- Carga alar: 116 kg/m² (23,8 lb/ft²)
- Tiempo a altitud:
  - 9 min 48 s para 4572 m (15 000 pies)
  - 17 min para 6096 m (20 000 pies)
- Carrera de despegue: 197 m
- Distancia de despegue para 15 m (50 pies): 352 m
- Distancia de aterrizaje: 338 m
- Distancia de aterrizaje desde 15 m (50 pies): 541 m

## Aeronaves relacionadas

### Desarrollos relacionados
- Miles Kestrel
- Miles M.20
- Miles Martinet

### Aeronaves similares
- Arado Ar 96
- North American Harvard
- VL Pyry
- Nardi FN.305
- Ikarus MM-2

### Secuencias de designación
- Secuencia M._ (interna de Miles): ← M.7 - M.8 - M.9 - M.9A - M.11 - M.12 - M.13 -- M.16 - M.17 - M.18 - M.19 - M.20 - M.24 - M.25 - M.26 - M.27 - M.28 - M.30 - M.33 →